# 자비 마립간
자비마립간(慈悲麻立干, ? ~ 479년 3월 12일(음력 2월 3일), 재위 458년 음력 8월 ~ 479년 3월 12일)은 신라의 제20대 임금이다. 눌지 마립간의 맏아들이며, 실성 이사금의 외손자이다. 왕비 김씨는 서불한 미사흔의 딸로, 재위 4년째인 461년 음력 2월에 부인으로 맞았다.
459년 음력 4월 왜인들이 병선 백여 척으로 습격하고 월성을 에워쌌다. 신라군은 마립간의 지휘에 따라 성에서 지키다가 적이 퇴각하는 것을 기다려 추격, 바다 어귀로 몰아 물에 빠져 죽게 한 적병이 절반이 넘었다. 462년 음력 5월 다시 왜가 쳐들어와 활개성을 점령하고 백성 1천여를 생포했다. 이듬해인 463년 음력 2월 또다시 쳐들어와 삽량성을 공격했으나 이기지 못하고, 마립간이 벌지와 덕지에게 명해 매복해 있다가 후퇴하는 왜병을 요격, 크게 이겼다. 이 해 왜의 침입을 저지하기 위해 변경에 두 개의 성을 쌓고 음력 7월에 군을 사열하였으며, 467년에는 전함을 수리했다.
468년 봄, 고구려와 말갈이 실직을 습격하였다. 이해 음력 9월 하슬라 주민중 15세 이상 되는 자들을 징집해 이하에 성을 쌓았다. 마립간은 이후 방위체계 확립에 주력, 469년 음력 4월의 수해 복구를 위해 음력 7월에 신라 전역을 순행했으며, 470년 삼년산성을, 471년 모로성을 쌓고, 473년 명활성을 수리했으며, 474년 일모, 사시, 광석, 답달, 구례, 좌라 등의 성을 쌓았다. 475년 음력 1월에 명활성으로 거처를 옮겻다. 그후 12년간 명활성은 왕의 거처로 사용됐다.
475년 음력 9월 고구려 장수왕이 백제를 치자, 개로왕이 태자 문주를 보내 구원을 요청하니 마립간이 백제에 원군을 보냈으나, 신라군이 채 도착하기도 전에 백제가 무너지고 개로왕은 이미 살해되어 있었다. 이 사건은 신라본기에는 474년으로 기록되어 있으나, 고구려본기나 백제본기에는 모두 475년으로 기록되어 있어 신라본기의 기록이 잘못된 것으로 간주된다.
476년 음력 6월 왜가 동쪽을 침범하자, 마립간이 덕지에게 명해 격퇴하게 하여 2백여를 죽이고 사로잡았다. 477년 음력 5월에 또다시 크게 군을 일으켜 다섯 갈래로 쳐 왔으나 소득 없이 돌아갔다.

## 가계
- 부왕 : 눌지 마립간(訥祗 麻立干)
- 모후 : 아로부인 김씨(阿孝夫人 金氏)
- 왕후 : 복호의 딸, 미사흔의 딸
  - 아들 : 소지 마립간(炤知 麻立干)

## 같이 보기
- 고구려
  - 장수왕 (412년 - 491년)
- 백제
  - 개로왕 (455년 - 475년)
  - 문주왕 (475년 - 477년)
  - 삼근왕 (477년 - 479년)

| 전 대 눌지 마립간 | 제20대 신라 국왕 458년 - 479년 | 후 대 소지 마립간 |

1. ↑  경주김씨세보
2. ↑  조카 지증왕과 조생부인의 나이를 감안하면 학계에서는 자비 마립간이 최소 410년대경에 태어난 것으로 보고 있다.